# Lâu đài Milštejn
Lâu đài Milštejn (tiếng Đức: Mühlstein) hiện này là tàn tích còn sót lại của một lâu đài nằm ở phía bắc Cộng hòa Séc. Toàn bộ tàn tích lâu đài nằm trên dãy núi Lusatian ở độ cao là 562 mét, cách thị trấn Cvikov khoảng 3,5 kilômét về phía bắc. Cho đến giờ, người ta vẫn chưa biết chính xác lâu đài được xây vào khi nào. Căn cứ vào những khu vực xung quanh, người ta ước chừng lâu đài có thể được xây dựng vào khoảng thế kỷ 13 hoặc thế kỷ 14, để bảo vệ con đường mòn nối giữa Lipé và Zittau. Những chủ nhân đầu tiên của lâu đài được cho là một nhánh gia đình của dòng họ Berka z Dubé, một dòng dõi quý tộc ở xứ Bohemia.

## Lịch sử
Vào nửa cuối thế kỷ 13, tại phương bắc của xứ Bohemia, dọc theo tuyến đường giao thương Leipzig, các Lãnh chúa của Warttenberg và Ronow đã cho xây những thành lũy kiên cố như các lâu đài: Sloup, Vartenberk, Lemberk, Lipý, và Frýdlant để bảo vệ tuyến đường này. Theo các tài liệu được ghi chép lại thì lâu đài Milštejn được xây dựng trên tuyến đường diễn ra các hoạt động trao đổi giữa hai vùng Sloup và Oybin.

## Bộ sưu tập

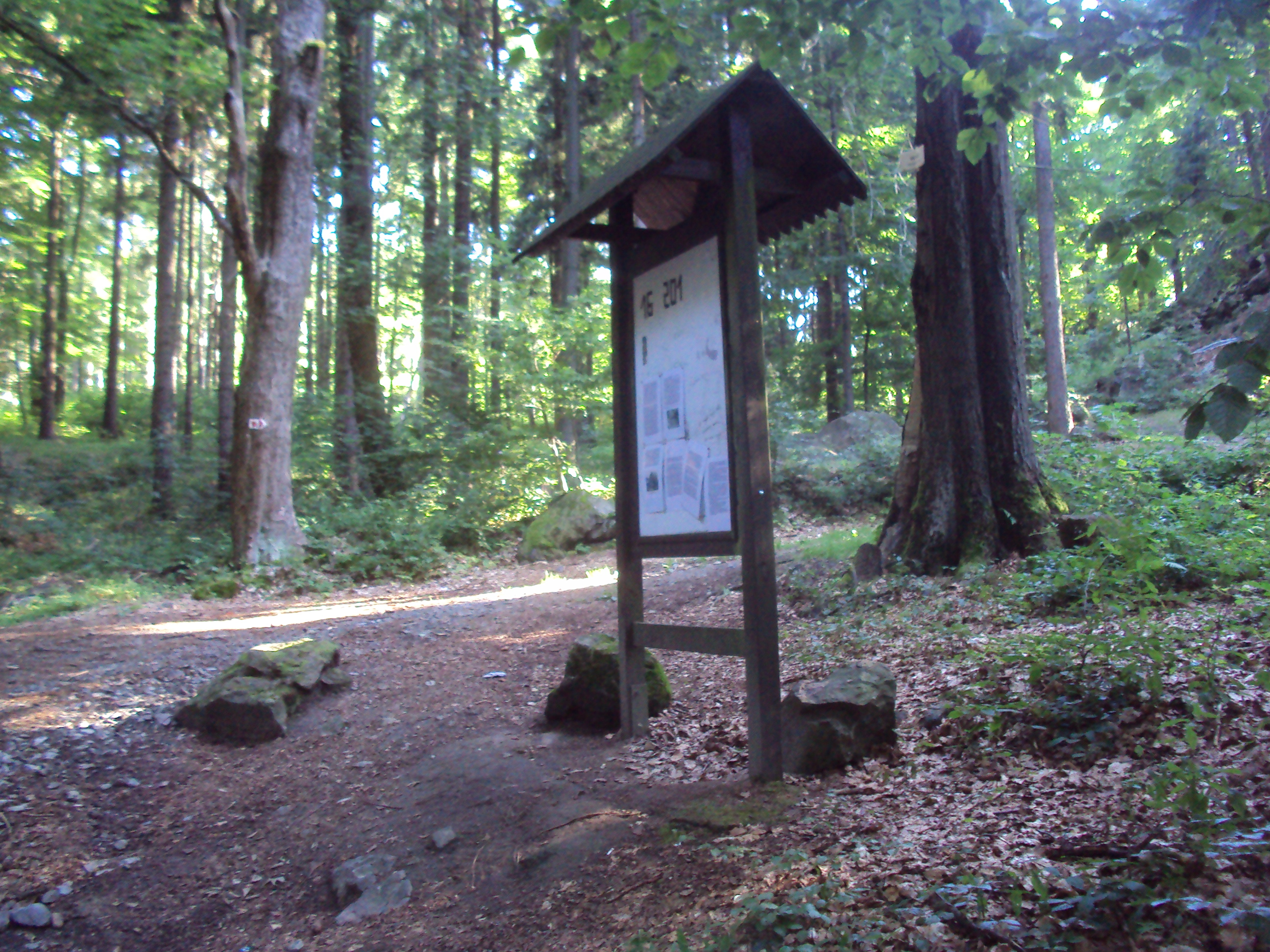
Một bảng thông tin bên dưới tàn tích lâu đài
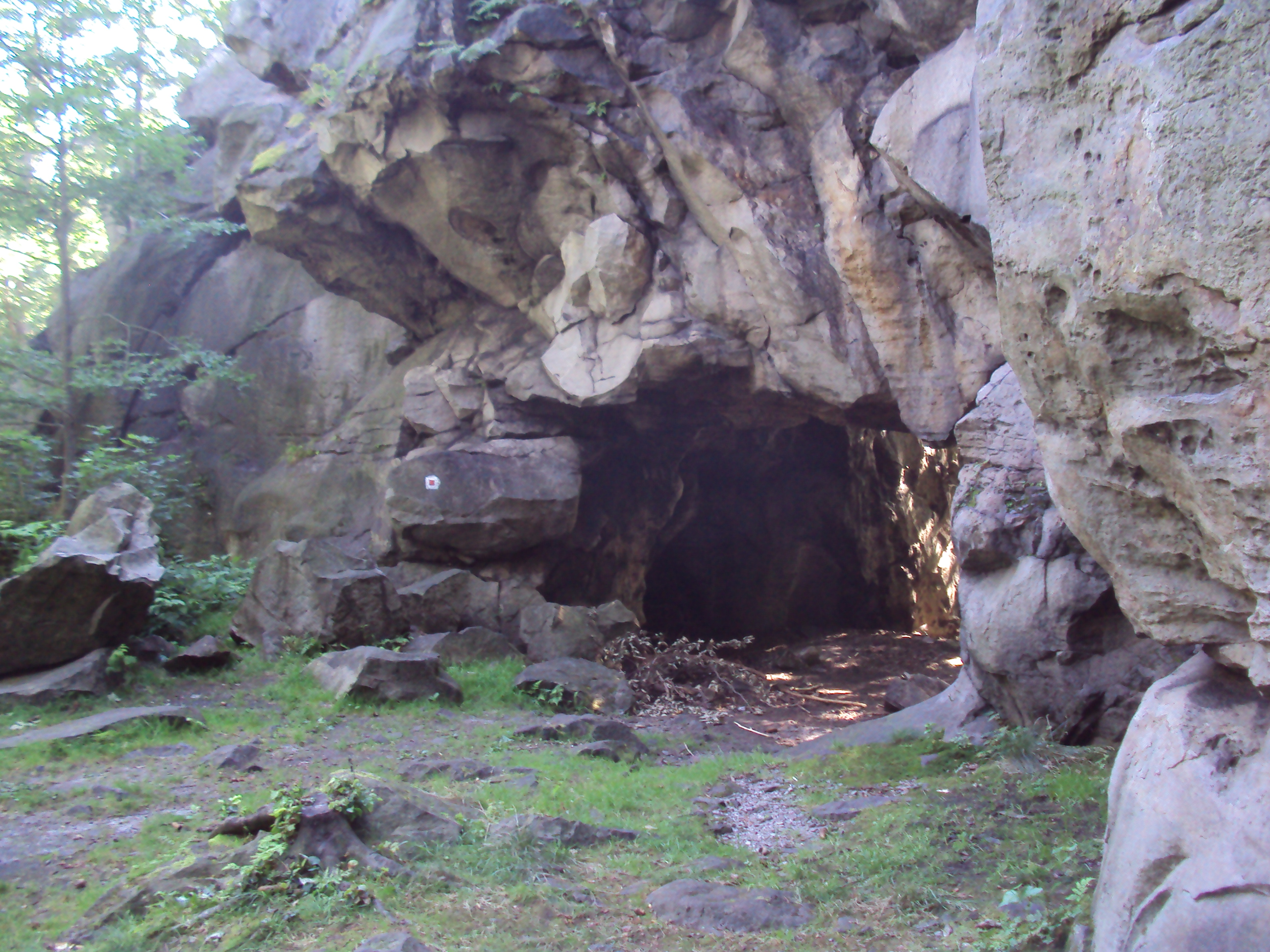
Tàn tích cổng vào của lâu đài
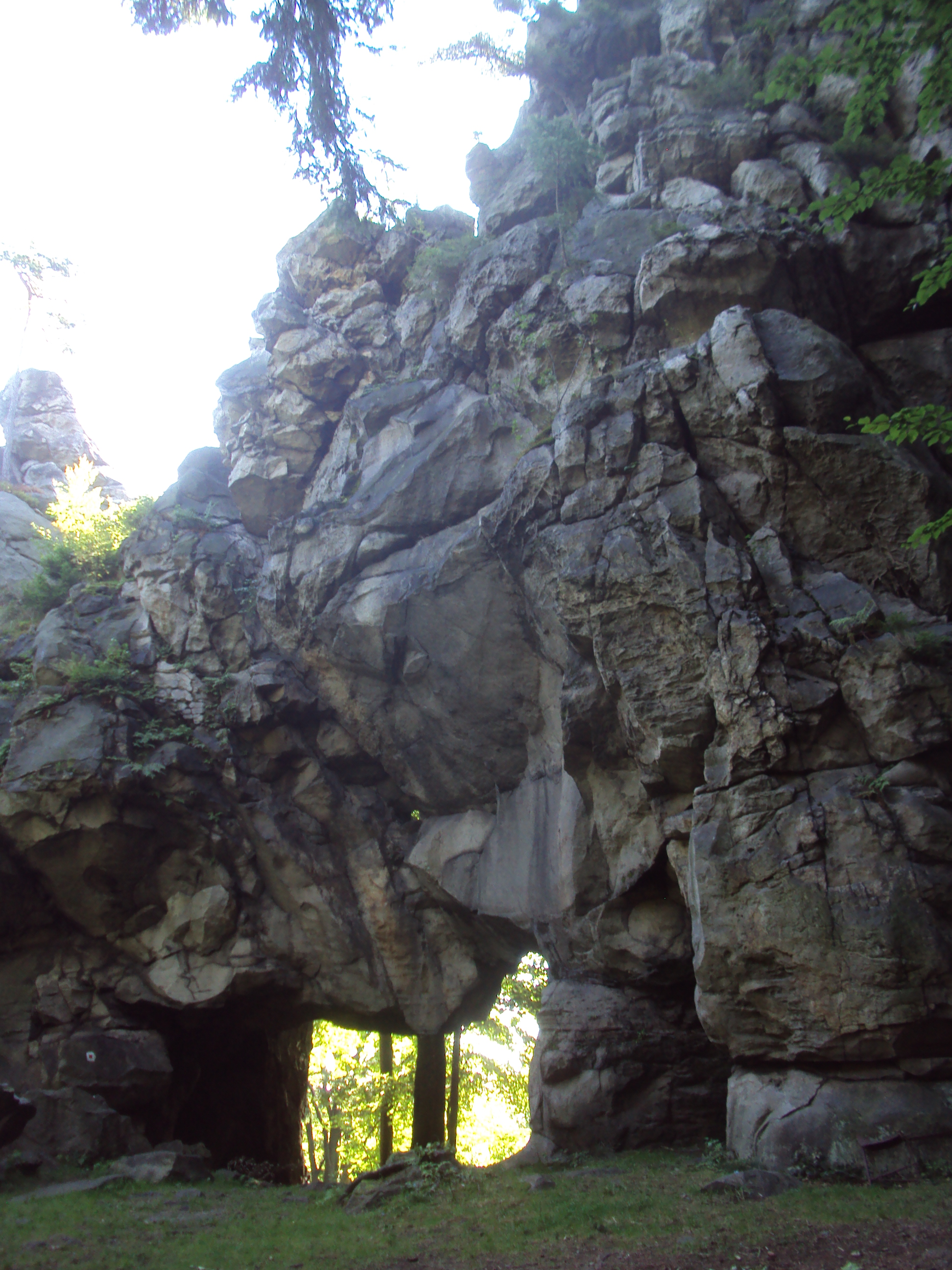
Mối lối vào khác ở phía đối diện để vào lâu đài
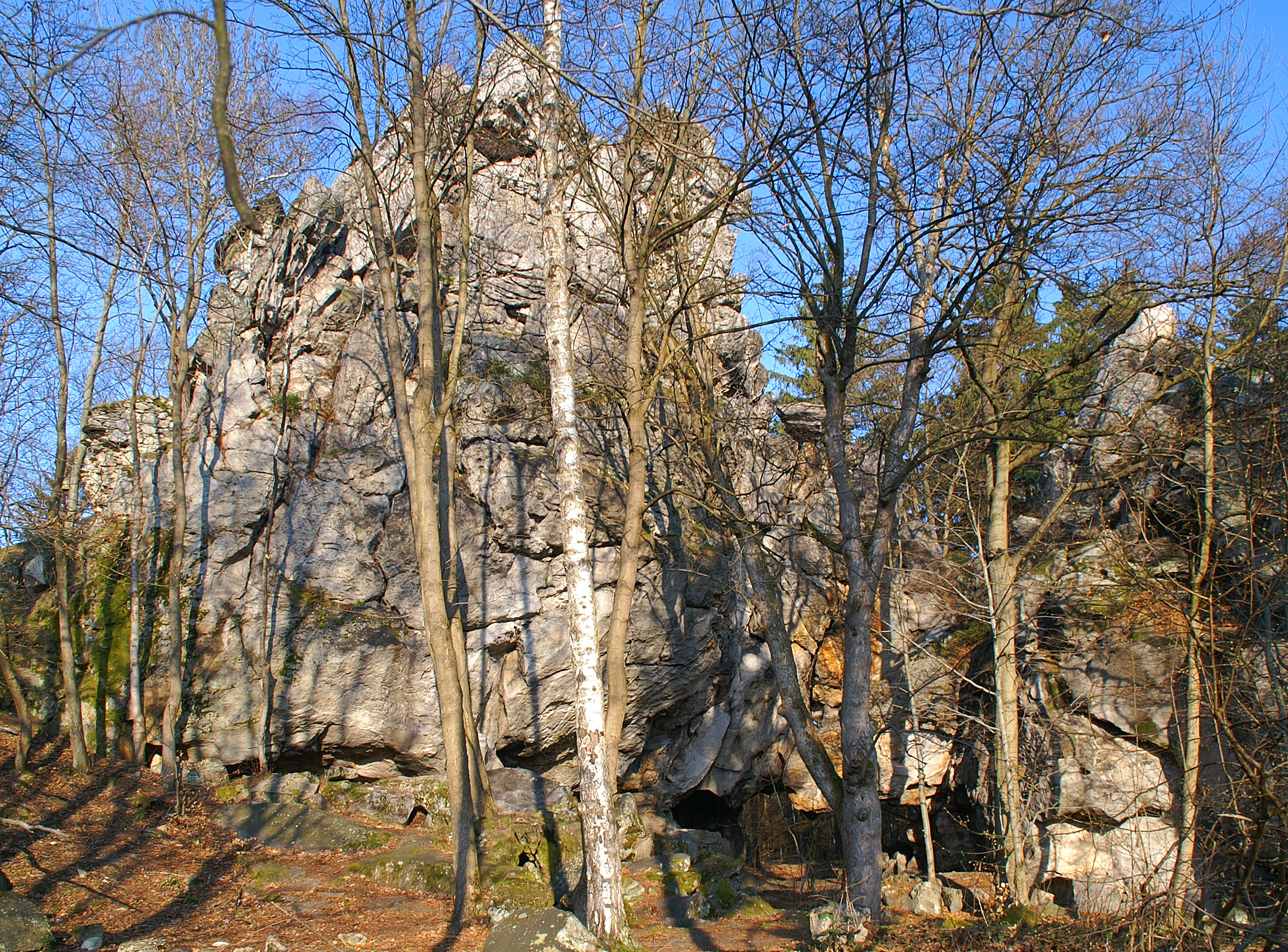
Tàn tích lâu đài Milštejn